# رایان گارسیا
رایان گارسیا (متولد ۸ اوت ۱۹۹۸) یک بوکسور حرفه ای آمریکایی است بوکسور حرفه ای که از ژانویه ۲۰۲۱ عنوان سبک‌وزن قهرمانی موقت میان دوره ای وی بی سی را در اختیار دارد از ژانویه ۲۰۲۱، وی به عنوان چهارمین وزن سبک فعال جهان توسط ای اس پی ان , پنجمین رتبه توسط هیئت رتبه‌بندی بوکس بین‌المللی و بوکس رک و ششم توسط مجله حلقه قرار دارد.

## حرفه آماتور
گارسیا بوکس را از هفت سالگی آغاز کرد. وی ۱۵ بار قهرمان آماتور ملی شد و رکورد آماتور ۱۵–۱۵ را به دست آورد.

## شغل حرفه ای
گارسیا در ۹ ژوئن ۲۰۱۶ بوکسور حرفه ای شد. در اولین مسابقه حرفه ای خود، او در ادوان مزا در تیخوانا مبارزه کرد و در مسابقه توسط تی کی او برنده شد. گارسیا به در نوامبر ۲۰۱۶ با تبلیغات پسر طلایی قرارداد امضا کرد. اسکار دی لا هویا اعلام کرد که گارسیا اولین بازی خود را در ۱۷ دسامبر ۲۰۱۶ در مسابقات اصلی سنگین ‌وزن اسمیت-هاپکینز در انجمن اینگلوود ، کالیفرنیا انجام خواهد داد. گارسیا در دور دوم با ناک اوت مبارزه را برد.
در سپتامبر ۲۰۱۹، گارسیا قرارداد خود را به یک قرارداد پنج ساله جدید با پسر طلایی تمدید کرد. جزئیات خاص این قرارداد چند ساله اعلام نشده‌است.
- گارسیا در مقابل دونو

پسر طلایی اعلام کرد که مسابقه بعدی گارسیا مهمترین رویداد سرگئی کوالف در ورزشگاه ام‌جی‌ام گرند گاردن آرنا. در ۱۸ سپتامبر ۲۰۱۹، رومرو دونو به عنوان حریف بعدی گارسیا اعلام شد. گارسیا با ناک اوت دور اول دونو را شکست داد و عنوان سبک‌وزن وی بی سی نقره ای را از آن خود کرد.
- گارسیا در مقابل فونسکا

در تاریخ ۲ ژانویه سال ۲۰۲۰، پسر طلایی اعلام کرد که گارسیا در ۱۴ فوریه در مرکز هوندا، آناهیم به مصاف فرانسیسکو فونسکا خواهد رفت. گارسیا قبل از فرود یک قلاب سمت چپ منجر به هفت مشت شد که در مرحله اول فونسکا را ناک اوت کرد.
- گارسیا در مقابل کمپبل

در ۸ اکتبر اعلام شد که گارسیا برای کسب عنوان موقت در سبک‌وزن وی بی سی در تفرجگاه فانتزی اسپرینگز، ایندیو، کالیفرنیا با لوک کمبل دارنده مدال طلای المپیک روبرو خواهد شد. این درگیری در ابتدا در ۵ دسامبر سال ۲۰۲۰ برنامه‌ریزی شده بود اما با تغییر محل برگزاری به مرکز هواپیمایی آمریکا، دالاس، تگزاس به ۲ ژانویه ۲۰۲۱ پس داده شد. گارسیا پس از زنده ماندن در مرحله ۲ شکست ناپذیری، کمپبل را به دنبال قلاب ویرانگر سمت چپ بدن در دور هفت شکست داد. آمار جعبه کامپیوتر نشان می‌دهد که گارسیا کمپل را با ۹۴ تا ۷۴ (۳۲٪) در مشت‌های کامل و ۷۷ به ۵۱ (۴۴٪) در مشت‌های قدرت با کمبل از گارسیا در ضربات ۲۳ تا ۱۷ (۱۵٪) قرار داده‌است.

## زندگی شخصی
رایان سه خواهر دارد، دمی، ساشا، و کایلا و یک برادر که او نیز بوکسور حرفه ای به نام شان گارسیا است. پدر و مادر او هنری و لیزا گارسیا هستند. پدر و مادرش به‌طور فعال در حرفه آماتور او شرکت داشتند. آنها همچنان به رایان در حرفه حرفه ای خود کمک می‌کنند زیرا پدرش یکی از مربیان وی است و مادرش به عنوان دستیار اداری شخصی وی برای پروژه‌های تجاری کار می‌کند. در مارس ۲۰۱۹، دختر گارسیا متولد شد.
گارسیا گرچه از نظر تولد و ملیت آمریکایی است، اما اغلب میراث مکزیکی خود را در شخصیت خود گنجانده‌است. او اغلب هم پرچم‌های ایالات متحده و هم مکزیک را به داخل حلقه می‌برد و اغلب از رنگ‌های قرمز، سفید و آبی استفاده می‌کند. اگرچه او به زبان اسپانیایی صحبت نمی‌کند، اما در حال حاضر توسط ادی رینوزو آموزش داده می‌شود، که همچنین کانلو واوارز را نیز آموزش می‌دهد. با این حال، پدرش هنری گارسیا ترجمه می‌کند زیرا او به عنوان دستیار دوم در تیم آموزشی باقی می‌ماند.

## رکورد بوکس حرفه ای
- خلاصه سوابق حرفه ای

| خلاصه بوکس حرفه‌ای |        |        |
| ۲۴ مبارزه         | ۲۳ بُرد | ۱ شکست |
| با ناک‌اوت         | ۱۹     | ۱      |
| با تصمیم داور     | ۴      | ۰      |